# ガンダム新体験 グリーンダイバーズ
『ガンダム新体験 ‐0087‐ グリーンダイバーズ』（GUNDAM NEO EXPERIENCE -0087- GREEN DIVERS）は、ガンダムシリーズを題材にした日本のアニメ映画作品である。本編約23分。配給、プロマックスピクチャーズ。

## 作品概要
本作品は、プラネタリウムの設備を利用したデジタルシアター・全天周映画であり、実際にモビルスーツ（MS）のコクピットに搭載されている全天周囲モニターを再現したような迫力ある映像が全天面スクリーンに映し出され、MSに搭乗して宇宙を飛び回っているかのような臨場感が味わえる。全天面スクリーンの特性を活かし、メイン映像とは別に左右にサブモニター的な形で別の映像を表示する3画面同時進行で話が進むのが特徴。デジタルセルアニメーションや3DCGなど、製作当時の最新技術を駆使した実験的作品でもある。企画・製作はサンライズが担当しており『機動戦士Ζガンダム』の外伝的作品にあたるが、内容自体は子供向けの宇宙や地球をテーマとした科学教育プログラムとしての色合いが濃く、現役宇宙機エンジニアの野田篤司に協力をあおぐなど、科学考証に力を入れている作品である。
2001年に渋谷東急文化会館マルチスクリーン劇場 E-Field にて8月10日より約4か月間公開された。その後はプラネタリウムなどの全天面スクリーンを装備している会場で、また70mm 15Pフィルムにテレシネされて各地で期間限定上映されるようになった。比較的長期にわたって上映されることもあるが、多くは若年層・親子向け映像教材として、科学館などにおいて学校の長期休みに合わせて上映されている。

## 上映履歴
- 2001年8月10日 渋谷東急文化会館マルチスクリーン劇場で初上映。同劇場で約4か月間上映。
- 2002年3月21日 - 3月23日 鶴岡市ネットワークコミュニティセンター（山形県鶴岡市）
- 2004年12月23日 - 200510月2日 富士急ハイランド
- 2005年10月24日（東京国際映画祭DigitalTIFF） TOHOシネマズ六本木ヒルズ（DLP(4K)版）
- 2006年4月1日 - 9月30日 メルシャン軽井沢アイマックスシアター
- 2006年7月15日 - 10月29日 北九州スペースワールド
- 2006年7月21日 - 9月3日 さいたま市宇宙劇場（埼玉県さいたま市）
- 2007年1月2日 - 3月31日 所沢航空発祥記念館（埼玉県所沢市）
- 2007年7月26日 - 8月19日 夕張リゾート石炭の歴史村内「ロボット館」（北海道夕張市）
- 2007年6月9日 - 9月9日 ジミー・カーターシビックセンター（広島県三次市）
- 2008年3月8日 - 4月6日 青森県立三沢航空科学館（青森県三沢市）
- 2008年3月25日 - 7月13日 山梨県立科学館スペースシアター（山梨県甲府市）
- 2008年4月19日 - 10月26日 北海道グリーンランド（北海道岩見沢市）
- 2008年6月21日 - 2009年6月20日 佐賀県立宇宙科学館（佐賀県武雄市）
- 2008年7月26日 - 2009年4月 エスパルスドリームプラザ（静岡県静岡市）
- 2008年10月1日 - 2009年1月31日 名古屋港水族館（愛知県名古屋市）
- 2009年7月18日 - 8月30日 相模原市立博物館プラネタリウム（神奈川県相模原市）
- 2009年7月18日 - 10月18日 函館山ロープウェイ（北海道函館市）
- 2009年7月18日 - 12月13日 板橋区立教育科学館（東京都板橋区）
- 2010年3月6日 - 6月6日 東大阪市児童文化スポーツセンター（大阪府東大阪市）
- 2010年3月24日 - 31日 郡山市ふれあい科学館（福島県郡山市）
- 2013年3月2日 - 6月23日 豊橋市視聴覚教育センター（愛知県豊橋市）
- 2019年10月12日 - 12月1日 夢と学びの科学体験館（愛知県刈谷市）

## あらすじ
宇宙世紀0087年。地球軌道上で航行中の定期旅客船プロスペローがエゥーゴとティターンズとの交戦に巻き込まれ遭難してしまう。大気圏に落下していく船に取り残されてしまったブリッグス姉弟は、様々な困難を乗り越えながら離脱用カプセルでの脱出を試みる。

## 登場人物
アサギ・ブリッグス
声 - 長沢美樹
15歳。気丈な性格の少女。動物のマスコット人形を持つ。
タクヤ・ブリッグス
声 - 永澤菜教
10歳。やや弱気な少年。
エゥーゴ（カラバ）のパイロット
声 - 古谷徹
Ζガンダム3号機に搭乗するカラバのMSパイロットで、自力で脱出したブリッグス姉弟の救助にあたった。
このパイロットについて公式な公表はないものの、声を担当した古谷自身は「アムロと思って演じた」と述べている。
GMIIのパイロット
声 - 福山潤
プロスペロー号に取り残されたブリッグス姉弟と接触回線で連絡を取り合い、脱出のアドバイスをする。
なお、サブ画面にはジャック・ベアード中尉（ガンダム試作0号機のパイロット）の名前が表示されている。
プロスペロー船長
声 - 広瀬正志
乗務員
声 - 中井和哉
プロスペロー教育ヘルプ
声 - 小林沙苗
シャトルアナウンス
声 - 稲田徹
警報アナウンス
声 - 斎賀みつき
エアリアル・ヘルプ
声 - 引田有美
ナレーション
声 - 小杉十郎太

## 登場メカ
RGM-79R ジムIIエゥーゴ仕様
MSΖ-006-3 Ζガンダム3号機
白と紫に塗装された機体。高高度迎撃用のオプションブースターが装備されている。「エゥーゴ（カラバ）のパイロット」が搭乗する。
RMS-106 ハイザック
NRX-044 アッシマー
ティターンズ所属の機体で青く塗装されている。
大型旅客船プロスペロー
ファールナ・エアロスペースラインが保有する、地球周回軌道から月までを往復する全長約150mの宇宙用大型旅客船。シャトルの接舷設備や遠心力によって重力を発生させる居住ブロックも設備されている。離脱用カプセル「エアリアル」も収納されている。
ガウ改
地球連邦軍第91救助隊所属。ジオン公国のガウの意匠を残しつつも、形状自体はガルダに近い。

## スタッフ
- 監督 - 望月智充
- 監督補、マルチ画面演出 - 鎌田恭彦
- シナリオ - 大野木寛
- キャラクターデザイン - 美樹本晴彦
- メカニックデザイン - 藤田一己
- 美術設定 - 高倉武史
- CG監督 - 小川正晴
- 3DCG - オガワモデリング
- 音楽監督 - 百瀬慶一
- 設定考証 - 森田繁
- 特別監修 - 富野由悠季
- 企画・製作 - サンライズ

## 備考
劇中において脱出カプセルに乗り移る過程で、ごく短時間、宇宙服を着用せず真空中に出るくだりがある。1気圧からの急減圧とそれに引き続く真空暴露は、鼓膜や肺胞や眼球等に重大な障害を与える可能性があり、長時間であれば生命維持にかかわる（減圧症も参照。ただし高圧下から1気圧への場合とは違いもあることに注意）。しかし、しばしば一瞬で即死するとも思われているが、実際には数秒～10秒程度であれば生存可能とされており（参考: How would the unprotected human body react to the vacuum of outer space?（NASA ゴダード宇宙飛行センター））、劇中にその描写があるように事前の対策も科学的に考察されている。